# Komitat Ugocsa
Ugocsa (niem. Ugotsch) – dawny komitat w północno-wschodniej części Królestwa Węgier. 
Komitat Ugocsa został powołany w 1262. Jego stolicą zostało miasto Wielki Sewlusz (węg. Nagyszőllős, dziś Wynohradiw). Komitat dzielił się na dwa powiaty. Od 1882 był to najmniejszy komitat na Węgrzech. 
Komitat Ugocsa zajmował tereny Niziny Zakarpackiej po obu stronach górnej Cisy na zachód od pasma Tupego i gór Oaș. Tereny Ugocsy były zamieszkane przez Słowian od czasów średniowiecza. Węgrzy pojawili się na tych terenach pod koniec IX wieku, a trwale je opanowali na przełomie XII i XIII wieku. W 1241 spustoszyli je Tatarzy, po czym zostały zasiedlone przez osadników ruskich i saskich. W XVI wieku komitat Ugocsa znalazł się na pograniczu panowania habsburskiego, tureckiego i siedmiogrodzkiego na Węgrzech. Wskutek walk terytorium komitatu uległo całkowitemu wyludnieniu. Zasiedlono je ponownie w XVIII wieku. 
Po traktacie w Trianon komitat Ugocsa został według kryterium narodowościowego podzielony między Rumunię, której przypadła południowa część komitatu – tereny nad rzeką Tur, około jednej trzeciej powierzchni, oraz Czechosłowację, której przypadła północna część komitatu nad Borżawą i Cisą. Czechosłowacka część została przyłączona do żupy marmaroskiej, a rumuńską włączono do okręgu Satu Mare. 
Po aneksji przez Węgry Zakarpacia w 1938/1939 i północnego Siedmiogrodu w 1940 komitat Ugocsa został odtworzony. Przestał istnieć po ponownym podziale między Rumunię a Ukraińską SRR, gdy przywrócono stan sprzed 1938. Obecnie północna część dawnego komitatu należy do obwodu zakarpackiego Ukrainy. 
| Powiaty (járás) | Powiaty (járás) |
| Powiat          | Siedziba władz  |
| --------------- | --------------- |
| Tiszáninnen     | Nagyszőllős     |
| Tiszántúl       | Halmi           |